# Lambis
Lambis Röding, 1798  è un  genere di molluschi appartenente alla famiglia Strombidae.

## Tassonomia
Il genere comprende le seguenti specie:
- Lambis arachnoides Shikama, 1971
- Lambis crocata (Link, 1807)
- Lambis lambis (Linnaeus, 1758)
- Lambis lilikae Villar, 2016
- Lambis millepeda (Linnaeus, 1758)
- Lambis pilsbryi Abbott, 1961
- Lambis robusta (Swainson, 1821)
- Lambis scorpius (Linnaeus, 1758)
- Lambis truncata ([Lightfoot], 1786)